# أوزلاغ شاه
أوزلاغ شاه أو أوزلاق الأخ الأصغر لجلال الدين منكبرتي وابن محمد خوارزم شاه الثاني کان ولي العهد لسلطان محمد. تعود أصول أم جلال الدين منكبرتي إلى الهند، وهو السبب الذي جعل جدته ترکان خاتون لا تفضله لولاية العهد، وتعمل على إبعاده تقديم حفيدها الآخر أوزلاغ شاه لولاية العهد لأن أمه تنتمي إلى أتراك قنقلي، تمامًا كتركان خاتون.
عندما مات السلطان محمد بويع جلال الدين للحكم بدلا من أوزلاغ. في أواخر سنة 617 هـ، بعد سقوط خراسان وسمرقند بيد جنكيز، هرب جلال الدين من خوارزم مع أخويه الأصغرين أوزلاغ شاه وآق شاه. ولکن أدرك المغول أوزلاغ شاه وقتلوه.